# Saint-Parize-en-Viry
Saint-Parize-en-Viry is een gemeente in het Franse departement Nièvre (regio Bourgogne-Franche-Comté) en telt 163 inwoners (2009). De plaats maakt deel uit van het arrondissement Nevers.

## Geografie
De oppervlakte van Saint-Parize-en-Viry bedraagt 15,1 km², de bevolkingsdichtheid is 10,5 inwoners per km².
De onderstaande kaart toont de ligging van Saint-Parize-en-Viry met de belangrijkste infrastructuur en aangrenzende gemeenten.

## Demografie
Onderstaande figuur toont het verloop van het inwonertal (bron: INSEE-tellingen).